# William Sorrell
William H. Sorrell genannt Bill Sorrell (* 9. März 1947 in Burlington, Vermont) ist ein US-amerikanischer Jurist und Politiker, der seit 1998 nunmehr in seiner achten Amtszeit Vermont Attorney General ist.

## Leben
Sorrell wurde in Burlington Vermont geboren. Er schloss die University of Notre Dame mit dem Bachelor im Jahr 1970 ab. Anschließend die Cornell Law School im Jahr 1974. Als Deputy District Attorney für das Chittenden County war er von 1975 bis 1977 tätig. District Attorney war er im Anschluss von 1977 bis 1978 sowie von 1989 bis 1992. Von 1978 bis 1989 arbeitete er für die private Anwaltskanzlei McNeil, Murray & Sorrell. Vermont’s Secretary of Administration war er von 1992 bis 1997.
Nachdem im Mai 1997 Attorney General Jeffrey Amestoy zum Obersten Richter am Vermont Supreme Court ernannt worden war, ernannte Gouverneur Howard Dean Sorrell zum Attorney General, um die restliche Amtszeit bis zur Neuwahl des Attorney General zu überbrücken. Die Wahlen in den Jahren 1998, 2000, 2002, 2004, 2006, 2008, 2010, 2012 und 2014 gewann Sorrell.
Er war Präsident der National Association of Attorneys General von 2004 bis 2005. Zuvor war er bereits Vorsitzender des NAAG Tobacco Ausschusses und stellvertretender Vorsitzender des Verbraucherschutzausschusses. Im Juni 2003 wurde ihm durch die anderen Attorneys General der NAAG Preis Kelley-Wyman Award zugesprochen. Dieser wird jährlich an den Outstanding Attorney General vergeben, der am meisten für die Ziele der Nationalen Attorneys General getan hat.
Seit 2008 wird durch die American Legacy Foundation ein jährlicher Vortrag über Tabakfragen abgehalten. Von der Vermont Medical Society bekam er im Jahr 2009 die Auszeichnung Citizen of the Year und im Jahr 2010 erhielt der durch die National Humane Society den Humane Law Enforcement. Bill Sorrell ist Vorsitzender des NAAG Mission Foundation Boards, war Vorsitzender des Board of the American Legacy Foundation. Er hat im Vermont’s Judicial Nominating Board mitgearbeitet, war Präsident der United Cerebral Palsy of Vermont und war Geschäftsführer der Vermont Coalition of the Handicapped.
Bill Sorrell ist mit Mary Alice McKenzie verheiratet, das Paar hat zwei Kinder.